# آيت كرمون (سبت النابور)
آيت كرمون هي إحدى مشيخات المملكة المغربية، تتبع جغرافيا لإقليم سيدي إفني وإداريًا لسبت النابور. يقدر عدد سكانها بـ 2949 نسمة حسب الإحصاء الرسمي للسكان والسكنى لسنة 2004.